# Vissel Kobe
Il Vissel Kobe (ヴィッセル神戸?, Visseru Kōbe) è una società calcistica giapponese con sede nella città di Kōbe. Milita nella J1 League, la massima divisione del campionato giapponese.

## Storia
Il club fu fondato nel 1966 con il nome di Kawasaki Steel Soccer Club e aveva la sua sede a Kurashiki, nella prefettura di Okayama. Nel 1994, Kōbe raggiunse un accordo con i Kawasaki Steel per spostare il club in città e iscriverlo alla J. League con il nome di Vissel Kobe.
Vissel è una combinazione delle parole inglesi "victory" ("vittoria" in italiano) e "vessel" ("vascello" in italiano), in riferimento al fatto che Kōbe è storicamente una città portuale.
Il Vissel Kobe esordì, quindi, nella Japan Football League nel 1995. La catena di supermercati Daiei divenne lo sponsor ufficiale della squadra, ma il terremoto che devastò il centro mise in ginocchio l'azienda, che dovette ritirarsi, lasciando nelle mani della città di Kōbe la gestione economica del club.
Nel 1996 il Vissel chiuse la JFL al secondo posto, guadagnandosi così la promozione alla J. League. Nel 1997 il club esordì in massima serie, ma a causa di problemi economici e gestionali, non fu mai capace di competere per il titolo. Nel dicembre 2003, i gravi dissesti economici costrinsero la società a finire sotto amministrazione controllata per evitare la bancarotta.
Nel gennaio 2004, il Vissel fu rilevato dal Crimson Group. La nuova proprietà ingaggiò subito l'attaccante turco İlhan Mansız, divenuto popolare durante la Coppa del Mondo del 2002. Il centravanti, tuttavia, s'infortunò gravemente al ginocchio dopo appena tre partite. La tifoseria, inoltre, non apprezzò la decisione della dirigenza di modificare i colori sociali del club, passati dal bianco e nero all'amaranto.
Nel 2005 il Vissel concluse il campionato all'ultimo posto, retrocedendo in J League 2, ma la permanenza nella seconda divisione durò poco: nel 2006 la squadra ottenne la promozione nella massima serie, vincendo i playoff.
Al termine della stagione 2012 retrocesse nuovamente in J. League Division 2, ma l'anno dopo, chiudendo al secondo posto in classifica, risalì nel massimo campionato.
Il 6 dicembre 2014 il club fu acquistato dal gruppo Rakuten.
Nel giugno 2017 ingaggiò Lukas Podolski, vincitore della coppa del mondo nel 2014. L'attaccante debuttò il 29 luglio, realizzando una doppietta nella vittoria contro l'Omiya Ardija, ed in seguito divenne capitano della squadra.
Il 24 maggio 2018 fu ufficializzato il trasferimento di Andrés Iniesta dal Barcellona. Il 1º dicembre dello stesso anno, il club annunciò anche l'ingaggio di David Villa, libero dopo l'addio al New York City..
Il 1º gennaio 2020 la squadra vinse la Coppa dell'Imperatore, primo storico trofeo del club, nel giorno in cui David Villa si ritirò dal calcio giocato. L'8 febbraio conquistò anche la prima Supercoppa nazionale, superando lo Yokohama F·Marinos ai calci di rigore.
Il 25 novembre 2023 si è laureato campione nazionale, vincendo la prima J1 League della sua storia con una giornata di anticipo. Nello stesso anno il club ha annunciato la sottoscrizione di una partnership con l'Aston Villa.
L'anno successivo si ripete vincendo nuovamente il campionato per la seconda volta nella sua storia.

## Strutture
Dal 2013, il Vissel Kobe disputa gli incontri interni al NOEVIR Stadium Kōbe, sito nel quartiere cittadino di Hyōgo-ku.

## Allenatori
- 1995-1997  Stuart Baxter
- 1997  Hiroshi Kato
- 1998  Benito Floro
- 1999-2002  Ryōichi Kawakatsu
- 2002  Hiroshi Matsuda
- 2003  Hiroshi Soejima
- 2004  Ivan Hašek
- 2004  Hiroshi Kato
- 2005  Hideki Matsunaga
- 2005  Émerson Leão
- 2005  Pavel Řehák
- 2006  Stuart Baxter
- 2007-2008  Hiroshi Matsuda
- 2008-2009  Caio Júnior
- 2009  Masahiro Wada
- 2009-2010  Toshiya Miura
- 2011-2012  Masahiro Wada
- 2012  Ryō Adachi
- 2012  Akira Nishino
- 2012-2014  Ryō Adachi
- 2014-2017  Nelsinho Baptista
- 2017-2018  Takayuki Yoshida
- 2018  Kentarō Hayashi
- 2018-2019  Juan Manuel Lillo
- 2019  Takayuki Yoshida
- 2019-2020  Thorsten Fink
- 2020-2022  Atsuhiro Miura
- 2022  Miguel Ángel Lotina
- 2022-Oggi  Takayuki Yoshida

## Palmarès

### Competizioni nazionali
- Coppa dell'Imperatore: 2

2019, 2024
- Supercoppa del Giappone: 1

2020
- Campionato giapponese: 2

2023, 2024

### Altri piazzamenti
- Campionato giapponese:

Terzo posto: 2021
- Supercoppa del Giappone:

Finalista: 2024, 2025
- J. League Division 2:

Secondo posto: 2013
Terzo posto: 2006
- AFC Champions League:

Semifinalista: 2020

## Organico

### Rosa 2025
Rosa e numerazione aggiornate al 7 luglio 2025.
| N. |                     | Ruolo | Calciatore                   |
| -- | ------------------- | ----- | ---------------------------- |
| 1  | Giappone (bandiera) | P     | Daiya Maekawa                |
| 2  | Giappone (bandiera) | C     | Nanasei Iino                 |
| 3  | Brasile (bandiera)  | D     | Matheus Thuler               |
| 4  | Giappone (bandiera) | D     | Tetsushi Yamakawa (capitano) |
| 5  | Giappone (bandiera) | C     | Mitsuki Saitō                |
| 6  | Giappone (bandiera) | C     | Takahiro Ōgihara             |
| 7  | Giappone (bandiera) | C     | Yōsuke Ideguchi              |
| 9  | Giappone (bandiera) | A     | Taisei Miyashiro             |
| 10 | Giappone (bandiera) | A     | Yūya Ōsako                   |
| 11 | Giappone (bandiera) | A     | Yoshinori Mutō               |
| 13 | Giappone (bandiera) | C     | Daiju Sasaki                 |
| 14 | Giappone (bandiera) | C     | Kōya Yuruki                  |
| 15 | Giappone (bandiera) | D     | Yūki Honda                   |
| 16 | Brasile (bandiera)  | D     | Caetano                      |
| 18 | Giappone (bandiera) | C     | Haruya Ide                   |
| 20 | Giappone (bandiera) | D     | Yūta Koike                   |
| 21 | Giappone (bandiera) | P     | Shōta Arai                   |
| 23 | Giappone (bandiera) | D     | Rikuto Hirose                |

| N. |                     | Ruolo | Calciatore           |
| -- | ------------------- | ----- | -------------------- |
| 24 | Giappone (bandiera) | D     | Gōtoku Sakai         |
| 25 | Giappone (bandiera) | C     | Yūya Kuwasaki        |
| 26 | Brasile (bandiera)  | A     | Jean Patric          |
| 27 | Brasile (bandiera)  | A     | Erik Lima            |
| 29 | Giappone (bandiera) | A     | Ren Komatsu          |
| 30 | Giappone (bandiera) | C     | Kakeru Yamauchi      |
| 31 | Giappone (bandiera) | D     | Takuya Iwanami       |
| 32 | Nigeria (bandiera)  | P     | Richard Monday Ubong |
| 33 | Giappone (bandiera) | C     | Rikuto Hashimoto     |
| 35 | Giappone (bandiera) | A     | Niina Tominaga       |
| 41 | Giappone (bandiera) | D     | Katsuya Nagato       |
| 44 | Giappone (bandiera) | C     | Mitsuki Hidaka       |
| 50 | Giappone (bandiera) | P     | Powell Obinna Obi    |
| 51 | Giappone (bandiera) | C     | Taiga Seguchi        |
| 52 | Giappone (bandiera) | C     | Kento Hamasaki       |
| 53 | Giappone (bandiera) | A     | Hayato Watanabe      |
| 54 | Giappone (bandiera) | D     | Sōta Hara            |
| 56 | Giappone (bandiera) | C     | Tafuku Satomi        |
| 60 | Giappone (bandiera) | P     | Taiga Kameda         |
| 66 | Giappone (bandiera) | D     | Riku Matsuda         |
| 77 | Brasile (bandiera)  | C     | Klismahn             |

### Staff tecnico
Staff tecnico aggiornato al 20 aprile 2025.
- Takayuki Yoshida - Allenatore
- Tomo Sugawara - Collaboratore tecnico
- Yūji Miyahara - Collaboratore tecnico
- Takamasa Watanabe - Collaboratore tecnico
- Hisanori Fujiwara - Preparatore portieri
- Takuya Matsumoto - Collaboratore preparatore portieri
- Yōsuke Shinoda - Preparatore fisico
- Toshiki Yoshimitsu - Preparatore fisico
- Akira Umeki - Preparatore fisico
- Tatsuro Takenaka - Analista
- Shōhei Shima - Analista
- Daichi Matsumoto - Analista